# 草莓樹
草莓樹（學名：Arbutus unedo）是漿果鵑屬下的一種常綠灌木或小樹，原產於地中海地區，分佈最西可達愛爾蘭。在愛爾蘭常被稱為“愛爾蘭草莓樹”（Irish strawberry tree）或“基拉尼草莓樹”（Killarney strawberry tree）。

## 形態

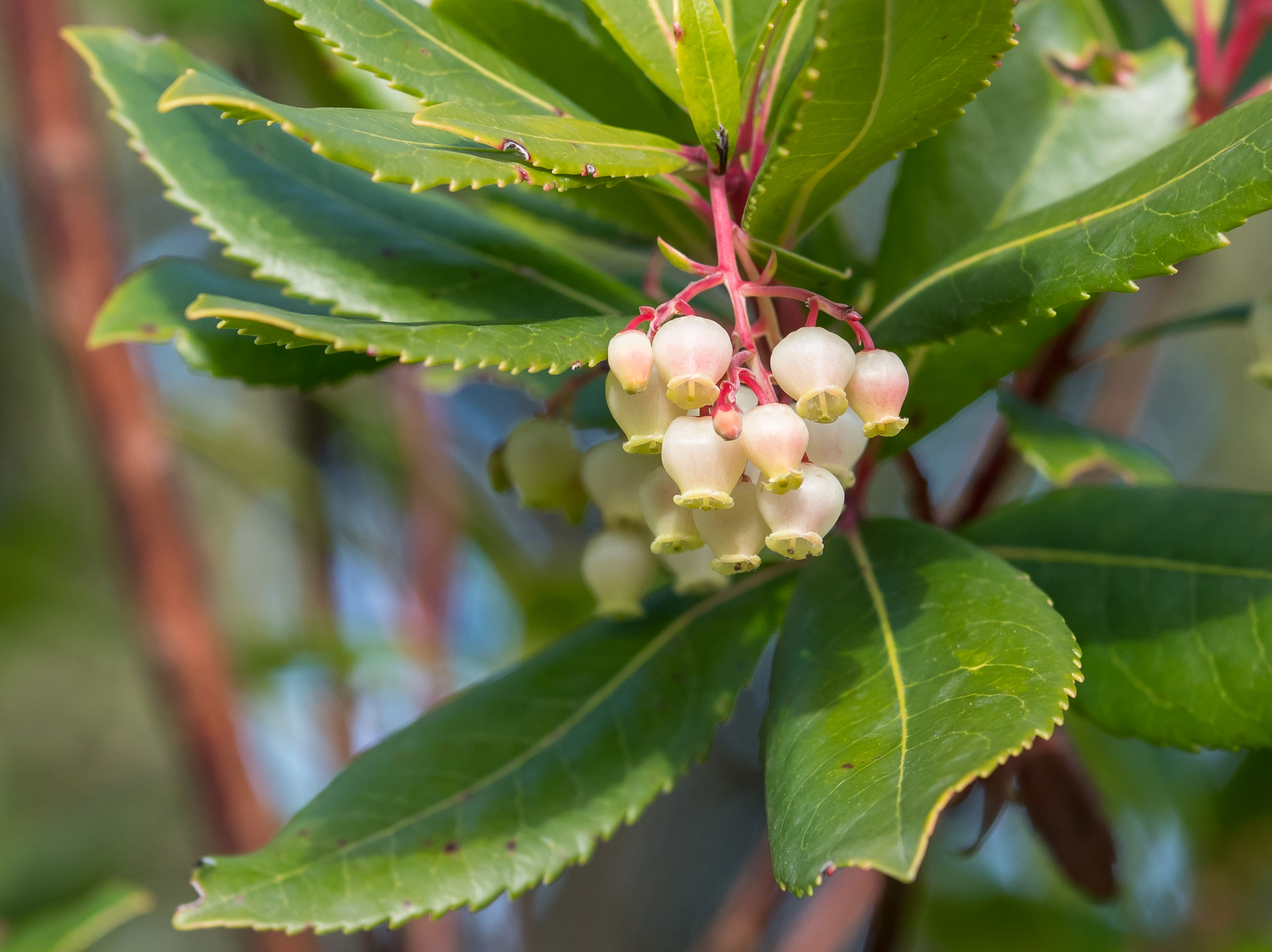
花

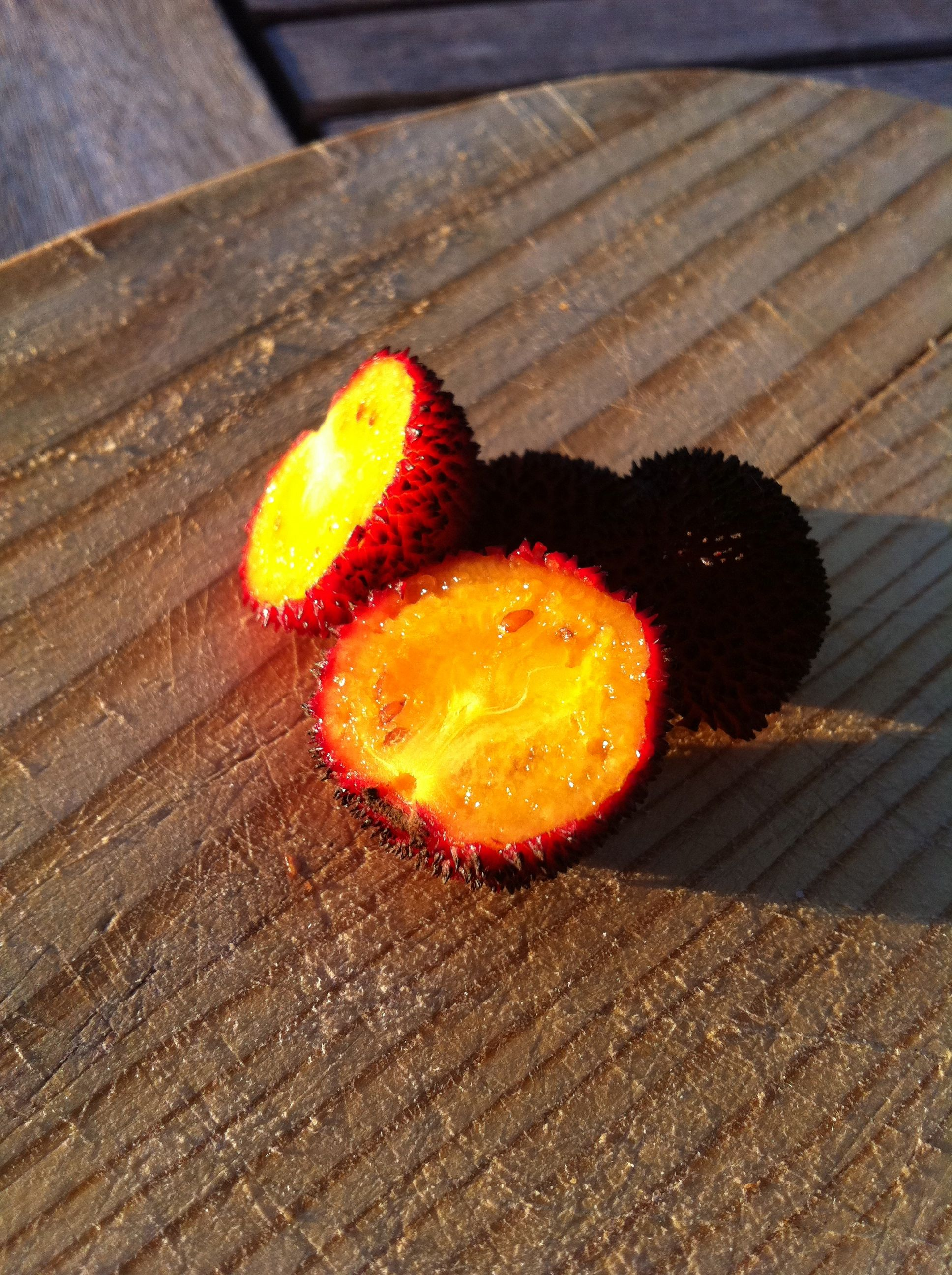
草莓樹的果實

草莓樹的高度在5—10（16—33英尺）之間，最高可達15（49英尺）。每十二個月結紅色漿果，種子由吃漿果的鳥類傳播。果實表皮粗糙，可以食用，但口感並不好。其種加詞“unedo”來自古羅馬作家老普林尼所說的“unum edo”，意思是“我吃過一個”但由於味道不好而再沒有吃第二個。 

## 外部連結
- USDA Plants Profile: Arbutus unedo (strawberry tree) （页面存档备份，存于）
- Arbutus unedo — U.C. Photo gallery （页面存档备份，存于）
- House Shadow Drake's page （页面存档备份，存于） about uses of this tree in Welsh and Irish witchcraft